# La Obra
La Obra es una localidad de la comuna de San José de Maipo, en la Región Metropolitana de Santiago en Chile. Actualmente se encuentra en proceso de conurbación con el Gran Santiago junto a las localidades vecinas de Las Vertientes y El Canelo.
Este sector de San José de Maipo tuvo sus inicios en el año 1802 a causa de las faenas que se realizaron durante la construcción del canal San Carlos, cuya bocatoma nace en el Río Maipo.
Es la puerta de entrada al Cajón del Maipo desde Puente Alto en el Gran Santiago. Es lugar de experimentados canteros, los que dan vida a las piedras existentes en el sector con un toque artístico muy particular, también puede encontrar una de las viñas productoras de la zona.